# ジェズアウド・フェレイラ
マヌエル・ジェズアウド・フェレイラ（Manuel Jesualdo Ferreira、1946年5月24日 - ）は、ポルトガルのサッカー指導者。

## 経歴
ポルトガル国内の中小クラブの監督を歴任し、1996年から2000年までU-21ポルトガル代表監督を務めた。2002年に短期間SLベンフィカの監督となるも、成績不振で解任。2003年4月からSCブラガの監督に就任し、2005-06シーズンにはブラガを4位に導くなど大躍進を遂げた。
2006年8月、ボアビスタFCとの契約を破棄してFCポルトの監督に就任。2006-07、2007-08、2008-09とリーグ三連覇を果たした。UEFAチャンピオンズリーグにおいても、ベスト16(2006-07,2007-08,2009-10)、ベスト8(2008-09)進出と安定した成績を残した。リカルド・クアレスマ、ペペ、リサンドロ・ロペス、ラウル・メイレレスらをリーグ屈指の選手に育て上げるなど、ポルトの黄金期を築いた功績は大きい。2009-10シーズンはリーグ戦3位に終わり、退任した。2010年6月、スペインのマラガCF監督に就任。大型補強を敢行するも、成績不振のため2010年11月2日に解任されたが、同月20日にギリシャ・スーパーリーグのパナシナイコスFC監督に就任。2年連続でクラブをリーグ2位に導いている。2012年11月、成績不振のため解任された。
2013年6月、6年ぶりにSCブラガの監督に就任。
2020年12月14日、成績不振で解任されたヴァスコ・セアブラの後任として、2022年6月までの契約でボアヴィスタの監督に就任した。2021年6月に退任した。

## タイトル
ポルト
- プリメイラ・リーガ:3回（2006-07, 2007-08, 2008-09）
- タッサ・デ・ポルトガル:2回（2008-09, 2009-10）
- スーペルタッサ・カンディド・デ・オリベイラ:1回（2008-09）

ザマレク
- エジプト・プレミアリーグ:2回（2014-15, 2021-22）
- エジプト・カップ:2回（2014-15, 2020-21）

アル・サッド
- カタール・スターズリーグ:1回（2018-19）
- カタール・カップ:1回（2017）
- カタール・アミールカップ:1回（2017）
- カタール・スーパーカップ:1回（2017）

個人
- LPFPアワードプリメイラ・リーガ最優秀監督:3回（2006-07, 2007-08, 2008-09）
- エジプト・プレミアリーグ最優秀監督:1回（2014-15）
- カタール・スターズリーグ年間最優秀監督:2回（2017, 2019）